# ヨナ書

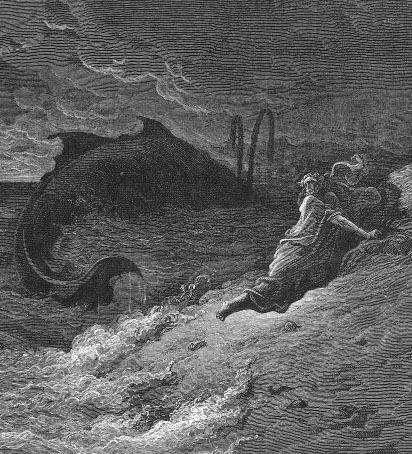
『大魚に吐き出されたヨナ』（ギュスターヴ・ドレ）

『ヨナ書』（ヨナしょ）は、旧約聖書文書のひとつ。ユダヤ教では「後の預言者」に、キリスト教では預言書に分類する。キリスト教でいう十二小預言書の5番目に位置する。4章からなる。内容は預言者のヨナと神のやりとりが中心になっているが、ヨナが大きな魚に飲まれる話が有名。著者は不明。
この書は、異邦人を主人公としているルツ記と同じように、イスラエルの民の選民思想・特権意識を否定しており、当時のユダヤ人には驚くべき内容であった。この点において旧約聖書文書の中で異彩を放っている。

## 緒論

### 構成
構成は、大きく分けて2部に分かれている。前半（1～2章）は、ヨナ自身の悔い改めの物語を描き、後半（3～4章）は、ヨナの宣教によってニネベの人々が悔い改めたことと、その後日談が描かれている。

### 主人公
旧約聖書・列王記下14章25節によると、ヨナ書の主人公であるアミタイの子ヨナは、預言者として、（周囲の国々からの圧迫が減り、それによって）イスラエルの領土が回復することを預言している。間もなく、イスラエル王ヤロブアム2世統治下で、イスラエルは実際に失地を回復している。

### 主題
ヨナ書の主題は3つある。宣教者として神の指示に従わなかったことと、ニネヴェの人々が悔い改めたことに対して不平不満を言ったことに対するヨナの悔い改め （＝神に仕える者としての生き方を正す） と、神は異邦人でさえも救おうとしておられる （＝間違った選民思想を正し、異邦人に対する偏見を捨てる。神に仕える者としての考え方を正す） である。

### 神学
神学的には選民思想の否定の外に、「神は、1度言ったこと（ニネヴェを滅ぼす）は必ず実行する・実現する」という信仰（神の不変性の神学）に対して、「神は、一旦言ったこと、決めたことでも、考え直す、変更する」という信仰（神の可変性の神学）が基盤にあると思われる。

### 成立年代
『ヨナ書』がいつ書かれたのか正確な年代を特定することは難しい。伝統的には、預言者ヨナが実際に活動した紀元前8世紀前半と考えられてきた。ニネベの悔い改めについて語っていることから、どんなに遅くとも、紀元前612年のニネヴェ陥落（アッシリア滅亡）の前であることは間違いない。また、ニネヴェが悔い改めたために滅ぼされなかったという内容から、ニネヴェ陥落の直前とは考えにくいことから、遅くとも、紀元前7世紀中ごろまでであるように思われる。

## 物語
『ヨナ書』の主人公はアミタイの子、預言者ヨナ（イオナ）である。ヨナは、神から、イスラエルの敵国であるアッシリアの首都ニネヴェに行って「（ニネヴェの人々が犯す悪のために）40日後に滅ぼされる」という預言を伝えるよう命令される。しかし、ヨナは敵国アッシリアに行くのが嫌で、船に乗って反対の方向のタルシシュに逃げ出す。このため、神は船を嵐に遭遇させた。船乗りたちは誰の責任で嵐が起こったかくじを引く。そのくじはヨナにあたったので船乗りたちは彼を問い詰めると、彼は自分がヘブル人で海と陸を造られた天の神、主を畏れていることを告白する（神から逃げていたことは既に話してあった）。ヨナは自分を海に投げれば嵐はおさまると船乗りたちに言う。最初、船乗りたちは陸にたどり着こうと努力したが、激しい嵐のためできず、ヨナの言うとおり彼の手足をつかんで海に投げ込んだ。ヨナは神が用意した大きな魚に飲み込まれ3日3晩魚の腹の中にいたが、神の命令によって海岸に吐き出された。
ヨナは悔い改め、ニネヴェにいって神のことばを告げると、意外なことに人々はすぐに悔い改めた。指導者はニネヴェの人々に悔い改めと断食を呼びかけ、人々が実行したため、神はニネヴェの破壊を考え直して、中止した。ヨナは、1度滅ぼすと言ったがそれを中止し、イスラエルの敵であるニネヴェの人々をゆるした神の寛大さに激怒する。
ヨナがその後庵を建ててニネヴェがどうなるか見るためにそこに住んでいると、その横にひょうたん（トウゴマとも）が生えた。ヨナはひょうたんが影を作り日よけになったので喜ぶが、神は虫を送ってひょうたんを枯らしてしまう。ヨナが激怒して、怒りのあまり死にそうだと訴えると、神はヨナに向かい、ヨナがたった1本のひょうたんを惜しんだのだから、神が12万人以上の人間と無数の家畜がいるニネヴェを惜しまないことがあろうかと諭す。

## イエスの説教における引用
新約聖書ではイエスがヨナの名前に言及する場面がみられる。たとえばマタイによる福音書（12: 39、16: 4）やルカによる福音書（11: 29）で、イエスはしるしを求める人にむかって「ヨナのしるし」のほかには何のしるしも与えられないと言っている。キリスト教では伝統的に、ヨナが魚の腹にいた3日3晩とイエスが死んでから復活するまでの3日間を対応するものとしてとらえてきた。そのような解釈から福音書の当該部分はヨナの体験を自らの死と復活の予型としてイエスが語っているというふうに理解されてきている。

## 後代への影響
イスラエルの神である「唯一の神」の慈悲が、イスラエルの民（ユダヤ人）のみならず、他の国の人々（異邦人）におよぶ事を示す。
同時に、異邦人（非ユダヤ人：ニネヴェの人々）の方が神の意思に従っており、むしろ、ヨナに代表されるユダヤ人の方が神の意思を理解できていない事を示している。
この考えは後にパウロに引き継がれ、（後のキリスト教としての）神の意思は、ユダヤ人には受け入れられず、むしろ、異邦人に受け入れられるという認識となり、キリスト教はその様に広まって行った。（パウロがヨナ書の影響を直接受けていたかどうかは疑わしい。新約聖書の使徒言行録は神による直接的な介入があったことを表している。）
ヨナがイエスの死と復活の予型と捉えられたことから、正教会（ビザンティン典礼）においては、早課のカノンの8つの歌頌のうち、第6歌頌中のイルモスにおいてヨナを記憶する。日本ハリストス正教会では教会スラヴ語ロシア風再建音を採って「イオナ」と祈祷書中に記載され、同教会の聖歌でも「イオナ」と歌われる。
プロテスタント系のキリスト教会（特に福音派）では、ヨナ書は宣教者の物語として読まれることが多く、弱くても神の援助によって宣教するキリスト者の姿を描いていると解釈されている。新聖歌488番でも、そのように歌われている。
同じ話がイスラム教の『クルアーン（コーラン）』にもみられ（クルアーン第10章ユーヌス）、ヨナは預言者の1人ユーヌスという名前になっている。